# Даніель Тілас
Барон Даніель Тілас (Флізен) (2 березня 1712, Гаммельбо (Вестманланд) — 27 жовтня 1772, Стокгольм) — шведський генеалог, геральдист, імперський герольд, губернатор, гірничий інженер, мінералог і геолог.

## Життєпис
Тілас був двічі одружений. Його дружинами були Гедвіг Рейтергольм в 1741 році та Анна Катаріна Окергільм в 1743 році. У нього був син, поет і письменник барон Самуель Улоф Тілас (* 29 серпня 1744, † 12 вересня 1772).
Його різноманітне наукове життя почалося в 1723 році з навчання в Уппсальському університеті, яке він перервав з 1726 по 1728 рік і завершив у 1732 році. Пізніше він також працював викладачем у цьому провідному скандинавському закладі. Того ж року після закінчення університету здобув посаду асистента в Гірничій конторі. Тілас був членом комісії, яка займалася визначенням кордону між Швецією та Норвегією в 1745 році. Він широко задокументував геологічні спостереження, отримані під час виїздів на місця.
Завдяки численним поїздкам до північних регіонів Карелії, Норвегії, Росії та Швеції він набув широких знань. Під час великої пожежі 1751 року в стокгольмському районі Клара, де він жив, усі його документи та рукописні карти, особливо його подорожні нотатки, були втрачені, тому збереглося лише кілька свідчень про роботу Даніеля Тіласа.
Одним із його досягнень було визнання необхідності гірничого картографування рудних родовищ та їх околиць. Таке картографування було новою формою раціонального та планомірного розвитку гірничопромислового району. Пізніше його спроби провести таку картографічну роботу виявилися новаторськими, але сучасники сприйняли їх критично.
Багато його письмових робіт стосувалися шведської мінералогії та геології. На знак визнання його досягнень мінерал Тиласит названий на його честь. Тілас був засновником, членом і президентом Королівської шведської академії наук у 1739 році, а з 1740 по 1745 роки він був директором шахти. З 1745 р. Тілас був асесором у гірничій колегії, пізніше — гірничим радником (1755 р.), а з 1762 р. отримав посаду губернатора штату.
Його підвищення в дворянство, до барона в 1766 році, проклало йому шлях до посади Імперського герольда, яку він займав з 1767/68 до своєї смерті в 1772 році. Тілас змінив на цій посаді Конрада Людвіга Трансхіольда, який помер у 1765 році, а його наступником став Андерс Шенберг з 1773 року до своєї смерті в 1809 році.

## Вибрані твори
- Daniel Tilas: Des Freyherrn Daniel Tilas, Entwurf einer schwedischen Mineralhistorie, in einer den 6ten Febr. 1765 in der Königlich-Swedischen Akademie der Wissenschaften in Stockholm bey Abtretung der Präsidentenstelle gehaltenen Rede. übersetzt von Johann Beckmann. Leipzig (Weidmanns Erben und Reich) 1767